# Gostynin
Gostynin là một thị trấn thuộc huyện Gostyniński, tỉnh Mazowieckie ở trung-đông Ba Lan. Thị trấn có diện tích 32 km². Đến ngày 1 tháng 1 năm 2011, dân số của thị trấn là 18888 người và mật độ 583 người/km².